# Спинаццола, Леонардо
Леона́рдо Спинаццо́ла (итал. Leonardo Spinazzola; род. 25 марта 1993, Фолиньо, Умбрия) — итальянский футболист, защитник клуба «Наполи» и сборной Италии. Чемпион Европы 2020 года.

## Клубная карьера

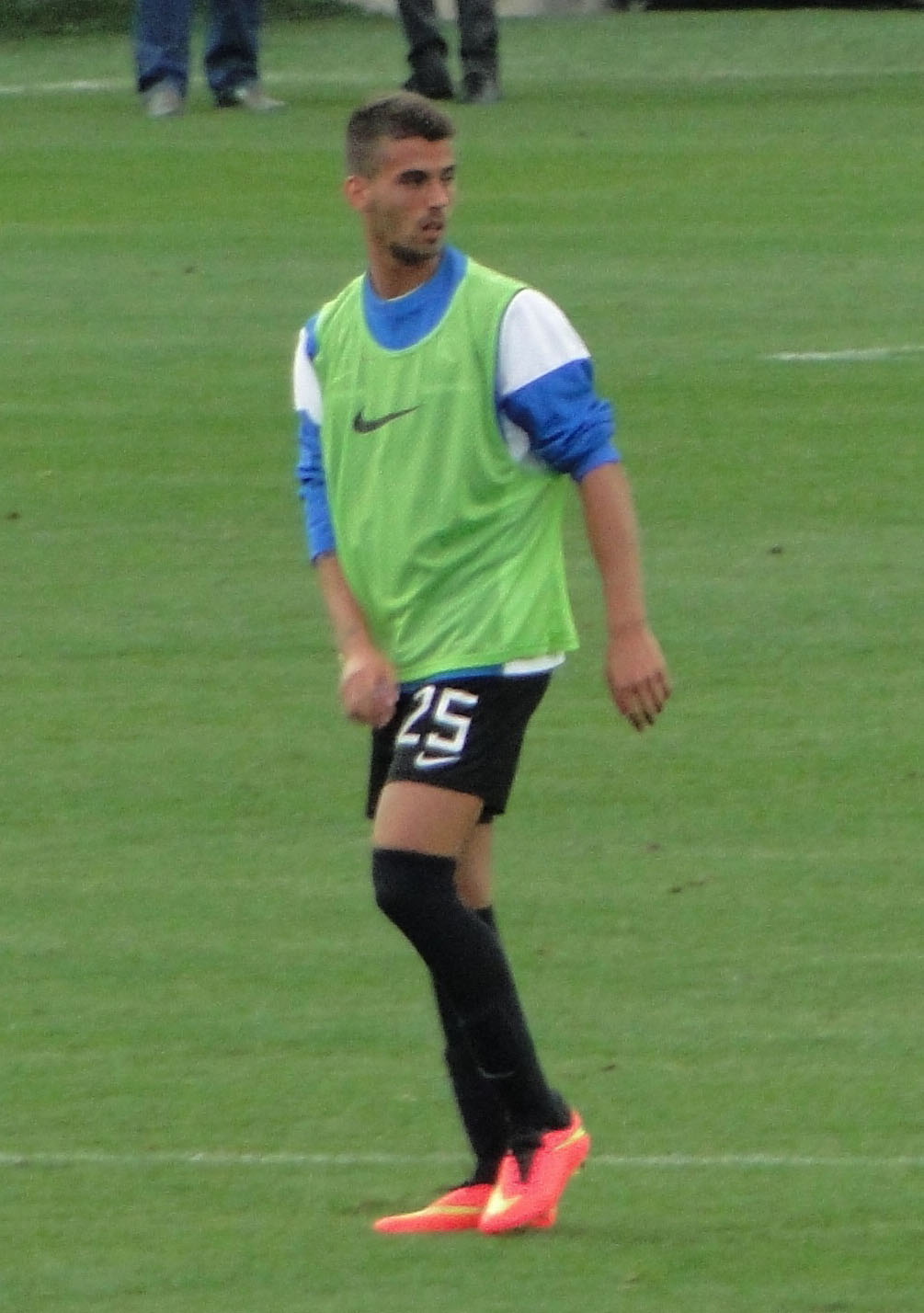
Спинаццола на тренировке «Аталанты»

Спинаццола — воспитанник клубов «Сиена» и «Ювентус». В начале 2011 года Леонардо был включён в заявку последнего на сезон. Летом 2012 года для получения игровой практики Спинаццола на правах аренды перешёл в «Эмполи». 1 сентября в матче против «Новары» он дебютировал в Серии B. 15 сентября в поединке против «Ливорно» Леонардо забил свой первый гол за «Эмполи». В начале 2013 года Спинаццола был отдан в аренду в «Виртус Ланчано». 4 февраля в матче против «Асколи» он дебютировал за новый клуб.
Летом того же года Леонардо на правах аренды вернулся в родную «Сиену». 14 сентября в матче против «Юве Стабия» он дебютировал за команду. 13 мая 2014 года в поединке против «Реджины» Спинаццола забил свой первый гол за «Сиену».
Летом 2014 года Леонардо был арендован «Аталантой». 31 августа в матче против «Эллас Верона» он дебютировал в итальянской Серии A. В начале 2015 года Спинаццола вновь вернулся в Серию B, на правах аренды став игроком клуба «Виченца». 7 февраля в матче против «Перуджи» он дебютировал за новую команду. Вторую половину года Леонардо провёл в аренде в «Перудже».
Летом 2016 года Спинаццола вновь на правах аренды стал футболистом «Аталанты».
Летом 2019 года Спинаццола перешёл в «Рому» из «Ювентуса», подписав четырёхлетний контракт с римским клубом. Сумма трансфера составила 29,5 млн евро.

## Карьера в сборной
28 марта 2017 года в товарищеском матче против сборной Нидерландов Спинаццола дебютировал за сборную Италии, заменив во втором тайме Давиде Дзаппакосту.
В июне 2021 года Леонардо был приглашён главным тренером сборной Италии для участия в чемпионате Европы 2020. Включён в стартовый состав матча-открытия турнира против сборной Турции (3:0), был признан лучшим игроком матча. 26 июня 2021 года в матче 1/8 финала со сборной Австрии (2:1) Спинаццола во второй раз был признан лучшим игроком матча. 2 июля 2021 года в победном матче 1/4 финала против сборной Бельгии (2:1) Леонардо на 79-й минуте получил разрыв ахиллова сухожилия, из-за чего был вынужден покинуть поле на носилках. 5 июля футболисту была сделана операция. Несмотря на отсутствие Спинаццолы, сборная Италии смогла пройти сборную Испании в полуфинале турнира и обыграть хозяйку поля сборную Англии в финале и выиграть трофей.

## Достижения

### Командные достижения
«Ювентус»
- Чемпион Италии: 2018/19
- Обладатель Суперкубка Италии: 2018

«Рома»
- Победитель Лиги конференций УЕФА: 2021/22
- Финалист Лиги Европы УЕФА: 2022/23

«Наполи»
- Чемпион Италии: 2024/25

Сборная Италии
- Чемпион Европы: 2020

### Личные достижения
- Входит в состав символической сборной Евро-2020[12]

## Государственные награды
- Кавалер ордена «За заслуги перед Итальянской Республикой» (16 июля 2021) — в знак признания спортивных ценностей и национального духа, которые вдохновили итальянскую команду на победу на чемпионате Европы по футболу 2020[13][14]